# Campionati mondiali open di judo 2011
I Campionati mondiali open di judo 2011 si sono svolti a Tjumen', in Russia, dal 29 al 30 ottobre 2011.

## Medagliere
| Posiz. | Nazione    | Oro | Argento | Bronzo | Totale |
| ------ | ---------- | --- | ------- | ------ | ------ |
| 1      | Cina       | 1   | 0       | 0      | 1      |
| 1      | Uzbekistan | 1   | 0       | 0      | 1      |
| 3      | Russia     | 0   | 1       | 1      | 2      |
| 4      | Ungheria   | 0   | 1       | 0      | 1      |
| 5      | Giappone   | 0   | 0       | 3      | 3      |
| Totale | Totale     | 2   | 2       | 4      | 8      |

## Risultati

### Uomini
| Evento         | Oro              | Argento   | Bronzo                            |
| Categoria open | Abdullo Tangriev | Barna Bor | Aleksandr Mikhailine Keiji Suzuki |

### Donne
| Evento         | Oro      | Argento           | Bronzo                          |
| Categoria open | Tong Wen | Tea Donguzashvili | Mika Sugimoto Nanami Hashiguchi |